# アントニー・チューダー
アントニー・チューダー（Antony Tudor、1908年4月4日 – 1987年4月19日）は、イギリスのバレエダンサー、振付家、バレエ教師である。

## 経歴
ロンドンでウィリアム・クック（William Cook）として生まれる。ダンスとの出逢いは偶然で、プロのバレエを観劇したのは10代後半になってディアギレフのバレエ・リュスを見たのが最初であった。1928年にバランシンの『ミューズを率いるアポロ』でセルジュ・リファールを見た後、バレエ・リュスの紹介でアンナ・パヴロワに引き合わされ、ダンスの世界へと強く誘われた。チューダーはロンドンのチャリングクロス街にあるバレエ書籍店主シリル・W・ボーモントにバレエのトレーニングに関するアドバイスを求めて連絡を取り、チェケッティ・メソッドで教えるディアギレフ門下のダンサー、マリー・ランバートに師事することを勧められた。
1928年にマリー・ランバートとともにプロとして踊り始め、翌年にはバレエ・クラブの副総支配人となった。振付家としては早熟で、早くも23歳のときにバレエ・クラブのダンサーのために『Cross Garter'd』、『Lysistrata』、『The Planets』などの作品を制作し、ノッティング・ヒル・ゲートのマーキュリー・シアターで上演している。また、その作品の中でも最も革新的とされる『Jardin aux lilas』と『Dark Elegies』は、30歳になるまで自身が主役を演じていた。
1938年には、後に終生のパートナーとなるヒュー・ラング、アンドレ・ハワード、アグネス・デ＝ミル、ペギー・ヴァン・プラフ、モード・ロイド、ウォルター・ゴアなどのランバート門下のメンバーと共にロンドン・バレエを設立した。第二次世界大戦が始まると、1940年にニューヨークに招待され、リチャード・プレザントとルシア・チェイスが再編成したバレエ・シアターに参加した。これは後にアメリカン・バレエ・シアターとなり、チューダーはその後の人生で深く関わることとなる。
バレエ・シアター常任振付家としての10年間で、自身の初期作品のいくつかを再演出した他、1942年の『Pillar of Fire』や『ロメオとジュリエット』、『Dim Lustre』、『Undertow』などの新作を終戦までの間に制作した。1950年にダンサーを引退し、メトロポリタン・オペラ・バレエ・スクールの学部長に就任した他、1950年からジュリアード音楽院で何度か教鞭を執り、さらに1963年から1964年までスウェーデン王立バレエ団の芸術監督を務めた。また、ニューヨーク・シティ・バレエ団に3作品を振り付けている。1973年からはカリフォルニア大学アーバイン校のダンス学部でバレエ・テクニックの教授として教職を続けたが、深刻な心臓病で仕事は制限せざるを得なかった。1974年に芸術副監督としてアメリカン・バレエ・シアターに復帰し、1978年に最後の主要作品となる『The Leaves Are Fading』と『Tiller in the Fields』を制作した。ヒュー・ラングと共に、カリフォルニア州ラグナ・ビーチに季節ごとに住んだ。
芸術上の「ミューズ」として特に作品を振り付けたダンサーにはモード・ロイドやヒュー・ラング、ノラ・ケイがいる。特に彼らのために作品が制作されたわけではないが、ダイアナ・アダムズとサリー・ウィルソンもチューダーのミューズとされる。
教師としてのチューダーは、ダンサーが現状に安住することなく、一歩踏み出して自らの可能性を広げられるようにするためにエゴを取り除くこと、そのために身体的・心理的細部に焦点を当てることで知られていた。ディック・キャヴェットによるインタビューで、チューダーは「バレエの登場人物にたどり着くには自分のやり方（personal mannerisms）を取り除く必要があるが、ダンサーはそれを手放したがらない。人を分解するのは難しいことではない。しかし、灰をすぐに拾い上げてフェニックスに変えようとしない限り、分解することはできない。これは辛いことである。あなたはそれを平置きし、その上を歩くという酷い誘惑に駆られる。」と語っている。

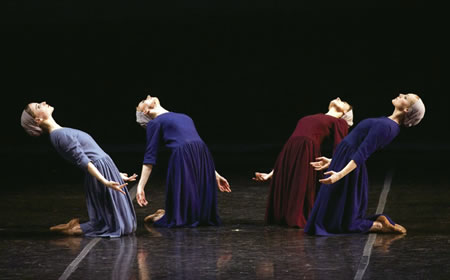
チューダーの『Dark Elegies』を上演するボストン・バレエのダンサー（2008年）

チューダーは、ブランダイス大学クリエイティブ・アーツ・メダル、ダンス・マガジン賞およびカペジオ賞、ニューヨーク市ハンデル・メダリオンを受賞した他、ケネディ・センターとダンス/USAの双方から栄誉を受けた。 1988年には国立舞踊博物館のコーネリアス・ヴァンダービルト・ホイットニー記念名誉殿堂に上げられた。

## 遺産とトラスト
チューダーは、優れたモダンダンスの原形の1つを作り上げた人物として広く認知されている。ジョージ・バランシンとともに、バレエを現代美術に進化させた重要人物とされているが、バレエを形式としてではなく、表現手段として用いる天才であったと評価されている。通常、その作品は現代を「心理的」に表現したものとされているが、チューダー自身のように、厳粛さ、優雅さ、高貴さをもっぱら古典的な形式のみを用いて表現している。ミハイル・バリシニコフは「我々は、チューダーのバレエをやらねばならないので、やる。チューダーの作品は我々の良心である」とまで評している。
チューダーは仏教徒として禅を修め、復活祭の日に、ファースト・ゼン・インスティテュート・オブ・アメリカにある自宅で79歳で亡くなった。
チューダーの作品のうち30作品は、ダンス・ノーテーション・ビューローによりラバン式記譜法で記録されている。舞踊譜の紹介資料には、ダンスの歴史、配役一覧、記法のメモ、チューダーの制作背景、作品の上演に必要な情報（衣装、美術、照明、音楽）が含まれている。
アントニー・チューダー・バレエ・トラストは、チューダー作品を上演し続けるために設立された。そのバレエ作品は、1987年に遺言によりニューヨーク州遺言検認裁判所の検認を受けてサリー・ブレイリー・ブリスが受託した。
トラストには、レペティートルとしてダイアナ・バイヤー、ジョン・ガードナー、アイリ・ヒムニネン、ジェームズ・ジョーダン、ドナルド・マーラー、アマンダ・マッケロー、クリストファー・ニュートン、カーク・ピーターソン、デビッド・リチャードソン、ウィリー・シーブス、ランス・ウェストウッド、セリア・フランカ（死没）、サリー・ウィルソン（死没）が参加している。現在の受託管理人はタラ・マクブライドが務めている。

## 主要な作品
(*上演可能な作品)
- Adam and Eve (1932年)
- Atalanta of the East (1933年)
- Britannia Triumphans (1953年)
- Cereus * (1971年)
- A Choreographer Comments * (1960年)
- Concerning Oracles (1966年)
- Constanza's Lament (1932年)
- Continuo * (1971年)
- Cross Garter'd (1931年)
- Dance Studies (less Orthodox) * (1961年)
- Dark Elegies * (193年7)
- The Day Before Spring (1945年)
- The Dear Departed (1949年)
- The Decent of Hebe (1935年)
- Dim Lustre * (1943年)
- The Divine Horsemen * (1969年)
- Echoing of Trumpets * (1963年)
- Elizabethan Dances (1953年)
- Fandango * (1963年)
- Exercise Piece * (1953年)
- Gala Performance * (1938年)
- Galant Assembly (1937年)
- La Gloire (1952年)
- Goya Pastoral (1940年)
- Hail and Farewell (1959年)
- Judgment of Paris * (1938年)
- Knight Errant (1968年)
- Lady of Camellias (1951年)
- Leaves are Fading * (1975年)
- The Legend of Dick Whittington (1934年)
- La Leyenda de Jose (1958年)
- Lilac Garden (Jardin Aux Lilas) * (1936年)
- Little Improvisations * (1953年)
- Lysistrata (1932年)
- Les Mains Gauches * (1951年)
- Mr. Roll's Quadrilles (1932年)
- Nimbus (1950年)
- Offenbach in the Underworld *(1954年)
- Paramour (1934年)
- Pas de Trois * (1956年)
- Passamezzi (1962年)
- Pavane pour une Infante Defunte (1933年)
- Pillar of Fire * (1942年)
- The Planets * (1934年)
- The Tragedy of Romeo and Juliet * (1943年)
- Ronde du Printemps (1951年)
- Seven Intimate Dances (1938年)
- Shadow of the Wind (1948年)
- Shadowplay * (1967年)
- Soiree Musicale * (1938年)
- Suite of Airs (1937年)
- Sunflowers * (1971年)
- The Tiller in the Fields (1978年)
- Time Table (1941年)
- Trio con Brio * (1952年)
- Undertow * (1945年)